# 上板町立松島小学校
上板町立松島小学校（かみいたちょうりつ まつしましょうがっこう）は、徳島県板野郡上板町鍛冶屋原字北原にある公立小学校。

## 歴史

### 引野小学校
1874年（明治7年）、引野村東原で伊坂周平（忠良）が営んでいた私塾「東野校」が、引野村の管理となり「東野小学校」と改称され学制による新しい小学校として発足した。1877年に「引野小学」と改称。1887年七条尋常小学校に統合され旧引野小学は、七条小学校の引野分教場となった。1889年町村制の施行により松島村が発足。1892年引野分教場は「松島村立引野尋常小学校」として独立再開、引野字天神の製糖用釜屋を買収、改造して移転した。1895年引野字東原に56坪の校舎が建てられ移転した。1909年七条尋常小学校と合併し、松島尋常高等小学校に統合された。
なお1882年（明治15年）泉谷村学童を対象にした「泉谷小学校」が開校したが、教師の不足から1889年閉校し、泉谷の学童は再び引野小学校に通う事になった。

### 七条小学校
1874年（明治7年）6月学制公布により、七条村字金剛三番地の民家を借り上げて校舎として使用し、「新海（にかい）小学校」として開校、同年8月公立「七条小学校」と改称された。1883年七条村字金剛三十一番地に30坪の校舎が新築され移転した。1889年町村制の施行により松島村が発足し、「松島村立七条尋常小学校」と改称した。1909年引野尋常小学校と合併し、松島尋常高等小学校に統合された。
なお1874年7月、鍛冶屋原村光源寺内にあった寺子屋「光源塾」が、学制により「光源小学校」と改称して開校したが、1877年七条小学校に統合され閉校した。

### 松島小学校
1909年（明治42年）、引野尋常小学校と七条尋常小学校を統合、更に高等科を併置し、鍛冶屋原字北原34番地に「松島村立松島尋常高等小学校」として新設された。1914年（大正7年）「板野郡松島尋常高等小学校」と改称、1941年（昭和16年）国民学校令により「松島国民学校」と改称された。太平洋戦争中は大阪市西淀川区の福国民学校の学童疎開を受け入れた。1947年学制改革により「松島小学校」に改称。1955年、町村合併により上板町が発足し「上板西小学校」、翌1956年「上板町松島小学校」と改称した。1972年、大阪市立福小学校と姉妹校を締結、1974年は前身である引野小学校、七条小学校創立以来100年に当たり、創立百周年記念式が行われた。

## 校歌
1952年（昭和27年制定）
- 作詞: 新垣宏一
- 作曲: 近藤良三

## 校訓
- 仲よく
- 楽しく
- 元気よく

## 通学区域が隣接している学校
- 上板町立神宅小学校
- 上板町立東光小学校
- 上板町立高志小学校
- 阿波市立一条小学校
- 阿波市立御所小学校
- 香川県東かがわ市立引田小学校